# Peter Bettesworth
Peter Bettesworth (1670–1738) foi um Membro do Parlamento por Petersfield durante o final do século XVII e início do século XVIII.
Era filho de Peter Bettesworth de Chidden e Elizabeth, nascida Roberts. Em 1673 casou-se com Sandys, filha de Sir James Worsley, 5º Baronete. Eles tiveram um filho. Após o seu período como MP, ele seguiu uma carreira militar. O seu último posto foi como vice-governador de Jersey.